# Малше
Малше — (чеськ. Malše) — річка у Південночеському краї Чехії та федеральній землі Нижня Австрія, права притока Влтави.

## Протікання
Річка витікає у горах Верхньої Австрії, німецькою мовою вона називається Maltsch. Далі впродовж 22 кілометрів вона слугує державним кордоном між Чехією та Австрією. Починаючи від містечка Долні Дворжіште Малше тече територією Чехії. Далі над річкою розташовані такі населені пункти: Капліце, Ржімов, Доудлеби. Гирло Малше розташоване в районі Чеське Будейовіце.

## Притоки
Головні притоки:
- праві:

- - Кабелський поток
  - Каменіце
  - Черна
  - Стопніце
  - Зборовський поток

- ліві:
  - Фелбербах